# 岸川和広
岸川 和広（きしかわ かずひろ、2006年9月6日 - ）は、東京都出身のプロ野球選手（内野手）。右投左打。オイシックス新潟アルビレックス・ベースボール・クラブ所属。

## 経歴

### プロ入り前
小学校時代は調布ファイターズ、調布市立第六中学校時代は調布リトルシニアでプレー。調布リトルリーグで全国優勝し、日本代表メンバーとして米国で開かれた世界選手権大会（カル・リプケンU12ワールドシリーズ）に出場し、大会では米国の地区代表と世界各地域の代表が戦い、調布リトルは世界3位になった。
高校へは中学時代の指導者に勧められ、静岡県の東海大静岡翔洋高校へ進学、第105回全国高校野球選手権記念静岡大会では2年生でベンチ入りしノーシードから決勝まで勝ち上がり、決勝で浜松開誠館に12―8で敗れる。翌年の第106回全国高校野球選手権静岡大会では主将を務め出場したが4回戦で敗れ甲子園出場は果たせなかった。３年生でプロ志望届を提出。

### オイシックス時代
2025年に新潟アルビレックス・ベースボール・クラブに入団。
公式戦初安打は2025年6月6日、ハードオフスタジアム新潟で行われた巨人戦で九番・遊撃手として先発出場し、8回の第3打席でケラーから遊撃への内野安打を放った。

## 選手としての特徴・人物
50メートル走のタイムは6秒を切る。
憧れの野球選手は坂本勇人。

### 背番号
- 52（2025年 - ）